# کریول
زبان کریؤل (به انگلیسی: Creole) یا زبان آمیختهٔ مادری زبانی پایدار و طبیعی است که از چند زبان گوناگون پدید آمده‌است. به بیانی دیگر، زبان مرکب، هنگامی که به وضعیت پایدار برسد و توسط کودکان به عنوان زبان مادری آموخته شود، به کریؤل تبدیل می‌شود. کریؤل‌ها، در واقع پیجین‌های گسترش یافته هستند که دچار دگرگونیهای دستوری و آوایی شده‌اند.
کریؤل ترکیب زبان یک کشور استعمارگر با زبان‌های محلی است. کریؤل‌ها در نواحی که کارگران قراردادی یا برده‌ها استفاده می‌شدند، متمرکز شده‌اند همانند حوزهٔ کارائیب، اقیانوس هند و جزایر اقیانوس آرام. بیشتر آن‌ها حاصل گسترش استعمار اروپاییان بوده‌اند و واژگان آن‌ها از انگلیسی، فرانسوی، اسپانیایی و پرتغالی گرفته شده‌اند.